# Piedras Coloradas
Piedras Coloradas és una localitat de l'Uruguai, ubicada al sud del departament de Paysandú.
Es troba a 71 metres sobre el nivell del mar. Té una població aproximada de 1.104 habitants.
| 1963 | 1975 | 1985 | 1996  | 2004    |
| ---- | ---- | ---- | ----- | ------- |
| 433  | 486  | 752  | 1.104 | {{{5}}} |